# Anghel Saligny (metrostation)
Anghel Saligny is een metrostation in de Roemeense hoofdstad Boekarest, dat bediend wordt door en de oostelijke terminus is van lijn M3 van de metro van Boekarest. 
Het station werd geopend op 20 november 2008 als onderdeel van de oostelijke verlenging van lijn 3. Deze verlenging voert van het station Nicolae Grigorescu dat ook bediend wordt door metrolijn 1 oostwaarts naar dit station wat initieel de naam Linia de centura had gekregen.  Het eerste half jaar na de opening werd de dienst verzekerd door een aparte treindienst die het korte traject tussen de stations Nicolae Grigorescu en (toen nog) Linia de centura verzorgde, en de reizigers voor verdere verplaatsingen verplichtte in Nicolae Grigorescu over te stappen. 
Vanaf 4 juli 2009 evenwel werd het ondergronds station met eilandperron een volwaardige halte van metrolijn 3. Het dichtstbijzijnde metrostation ten opzichte van Anghel Saligny is Nicolae Teclu in westelijke richting.
Het station is gelegen in Sector 3 aan de zuidoostelijke grens van de stad, op de grens met de voorstedelijke gemeente Cățelu, en was daar ingepland om de omliggende industriegebieden te bedienen maar groeide vooral uit tot een multimodaal knooppunt waar de voorstedelijke forenzen veel gebruik van maken. De eerste naam van het station, Linia de centura verwijst naar de vlakbij gelegen ringsnelweg rond de stad die op dit punt intersecteert met de A2 autosnelweg naar Constanța.
In juli 2009 werd het station door het metrobestuur hernoemd naar metrostation Anghel Saligny, als eerbetoon aan de Roemeense gelijknamige bouwkundig ingenieur, bekend van meerdere grote Roemeense civiele bouwkunstwerken.